# Sebastian Rudy
Sebastian Rudy (* 28. února 1990, Villingen-Schwenningen, Západní Německo) je bývalý německý fotbalový záložník.

## Reprezentační kariéra
Sebastian Rudy reprezentoval Německo v mládežnických kategoriích U18, U19 a U21. Zúčastnil se Mistrovství Evropy hráčů do 21 let 2013 v Izraeli, kde Německo obsadilo nepostupové třetí místo v základní skupině B. Na tomto turnaji vstřelil dva góly, jeden v úvodním utkání s Nizozemskem (porážka 2:3) a druhý v zápase s Ruskem (výhra 2:1).
V A-týmu Německa debutoval 13. 5. 2014 v přátelském utkání v Hamburku proti Polsku (remíza 0:0).